# Trigonia rugosa
Trigonia rugosa är en tvåhjärtbladig växtart som beskrevs av George Bentham. Trigonia rugosa ingår i släktet Trigonia och familjen Trigoniaceae. Inga underarter finns listade i Catalogue of Life.